# 클라우드 랩
클라우드 랩(Cloud Rap)은 미국 남부 랩, 힙합의 서브 장르이자, 흐릿하고 몽환적이며 안정감을 주는 로파이한 몇 가지 음파 특성을 가지고 있는 트랩 음악이다. 많은 음악 전문가들은 래퍼 릴 비(Lil B)와 프로듀서 클램스 카지노(Clams Casino)를 이러한 스타일의 초기 개척자로 신뢰한다. "클라우드 랩"이라는 용어는, 인터넷의 탄생과 몽환적이며 가볍고 여린 음악 스타일과 관련이 있다.

## 기원
초창기의 클라우드 랩은 2000년대 후반 미국 애틀랜타, 휴스턴, 멤피스에서 처음 생겨났다. 클라우드 랩의 요소들, 예를 들어 특유의 로파이한 감성과 몽환적인 분위기는 2001년 "cLOUDDE"의 셀프 타이틀된 앨범으로 느낄 수 있었다. 2006년 후반, 이러한 음악 장르가 발전하는 와중, 흐릿하며 안정감을 주는 음악 스타일은 바이퍼(Viper)의 2번째 앨범인 "Ready...and Willing"에서 더욱 두드러졌다. 일부는 이 장르를 래퍼 릴 비(Lil B)의 음악 스타일로 여겼다. 2009년 기사에서, 작사가 노즈(Noz)는 래퍼 릴 B(Lil B)가 그에게 "castle in the clouds"의 CGI 이미지를 보여주며 "내가 만들고 싶은 종류의 음악"이라고 말했고, 릴 B(Lil B)가 이 용어의 탄생을 인정했다고 썼다. 프로듀서 클램스 카지노(Clams Casino)는 릴 비(Lil B)와의 협업을 통해 2010년 초, 클라우드 랩 사운드를 개척한 공로를 인정받고 있다.
이러한 장르는 스페이스 에이지 허슬 블로그(Space Age Hustle blog)의 컴필레이션 앨범 "3 Years Ahead: The Cloud Rap Tape"에서도 사용된 바 있으며, 클라우드 랩 장르에 속하는 곡들로 구성되어 있다. 이 장르는 2011년 에이셉 라키의 데뷔 믹스테이프 Live. Love. A$AP와 함께 관심을 끌었다.
클라우드 랩이라는 용어는 일반적으로 로파이함과, 흐릿한 랩 스타일을 가리키는 데 사용된다.

## 특징
클라우드 랩은 리듬적으로, 로파이(lo-fi) 음악 및 칠 웨이브(chill-wave)와 유사하지만 왜곡된 사이키델릭한 샘플링과 랩으로 구별된다. 이 장르는 클라우드 컴퓨팅이 수반하는 "영향의 다양성과 손쉬운 접근성"에서 영감을 얻는다.이러한 영향으로는 힙합, 드럼, 베이스, 그리미, 트립 힙합, R&B, 댄스, 인디, 록, 팝 음악 장르가 있다.
"클라우드"라는 라벨은 명확한 경계선이 없는 장르로서, 그것의 흐릿하고 가볍고 여림(청각적 표현과 시각적 표현 양면에서)의 미학과 모호성과 같은 뚜렷한 특징들을 나타낸다. 클라우드 랩 음악의 가사는 주로 섹스, 마약, 소외와 같은 대중음악에서 발견되는 전형적인 주제뿐만 아니라, 사랑과 배신을 중심으로 한 주제로 구성되기도 한다. 종종 보컬리스트들은 "Swag(스웩)"와 같은 추임새와 "based"를 언급하며 터무니없는 유행어와 트위터의 낚시 표현을 사용하는데, 이것은 인터넷 문화를 받아들이며 패러디하려는 시도로서, 또 다른 부조리를 강조한다.
클라우드 랩은 다양한 랩 음악과 미국 동해안과 서해안, 남부 양쪽 등의 지역을 활용하는 모습을 보여준다.특히 클라우드 랩은 여성 가수들의 루프 샘플을 활용하는 경우가 많고, 목소리가 가볍고 여린 음질을 가진 가수들의 루프 샘플을 활용하는 경우도 많다. 종종 클라우드 랩은 음반사와 독립적으로 출시되며, 클라우드 랩 아티스트들은 음악을 배포하고 홍보하기 위해 인터넷 서비스(사운드클라우드, 유튜브, 트위터)에 의존한다.

## 아티스트 및 프로듀서
클램즈 카지노(Clams Casino)는 릴 비의 2009년 믹스테이프 6 Kiss에서 총 세 개의 곡들을 제작했다. 2011년 클램즈 카지노는 1,164,114명의 리스너들을 포함해 가장 많이 청취된 클라우드 랩 장르 믹스테이프 중 하나인 에이셉 라키의 "Live. Love. A$AP" 프로듀싱을 보조했다. 이 믹스테이프는 일반적인 클라우드 랩 요소와 약물 사용, 섹스, 자기 반성과 같은 테마로 구성되어 있다.
클램즈 카지노처럼, 이머전 히프는 2009년 릴 비(Lil B)의 노래 "I'm God"에서 클램즈 카지노가 그녀의 음악을 샘플링하며 이 장르에 진입했다. 히프는 릴 비(Lil B)에 의해 반복적으로 샘플링 되어 왔다. 히프는 2011년 에이셉 라키의 앨범 Live. Love. A$AP에 참여함으로써 클라우드 랩 장르에서 자신의 입지를 더욱 확고히 했다.
스웨덴 출신의 래퍼 영 린(Yung Lean)은 2013년 그의 싱글 "Ginseng Strip 2002"의 뮤직 비디오가 입소문이 났을 때 유명한 클라우드 랩 아티스트가 되었다.
휴스턴 출신 래퍼 바이퍼(Viper)는 클라우드 랩의 초기 개척자로 종종 인정받고 있다. 그의 노래 대부분은 야마하 모티브(Yamaha Motif)나 FL 스튜디오를 이용한 간단한 자체 제작 비트를 포함하고 있다. 그의 가장 인기 있는 앨범인 "2008's You'll Cowards Don't Even Smoke Crack"은 많은 현대의 클라우드 랩 음악과 비슷하게 들리는 로파이(Lo-Fi)한 스타일의 비트를 포함하고 있다.

## 아티스트 (국내)
- 오케이션
- 최홍철
- 디보
- 루피 (래퍼)
- 씨잼
- 빌스택스
- 사이먼 도미닉
- 재키와이

## 아티스트 (국외)
- cLOUDDEAD
- 21 새비지
- 포스트 말론
- 빌스택스
- 플레이보이 카티
- 프랭크 오션

## 같이 볼것
- 로파이 힙합